# Haglösa
Haglösa, småort i Lilla Slågarps socken i Trelleborgs kommun på Söderslätt i Skåne.